# كبريتيد الصوديوم
كبريتيد الصوديوم (أو سلفيد الصوديوم) هو مركب كيميائي له الصيغة Na2S، وهو ملح الصوديوم لمركب كبريتيد الهيدروجين.

## الخصائص
يوجد كبريتيد الصوديوم في الشكل الحر على شكل بلورات عديمة اللون لها رائحة البيض الفاسد، كما يمكن أن يوجد بشكله المائي Na2S.9H2O. يحرر Na2S غاز كبريتيد الهدروجين H2S عند التلامس مع الحموض (حتى مع غاز ثاني أكسيد الكربون الناتج عن هواء الزفير.
تبلغ قيمة السالبية الكهربية له 1.7، وهو ينحل بسهولة في الماء ومحاليله ذات صفة قلوية قوية، كما يتميز بخواصه الاختزالية القوية.

## التحضير
الطريقة الأقدم في تحضير هذا المركب هي إرجاع كبريتات الصوديوم بالفحم في فرن منقلب اللهب (reverberatory furnace) وذلك تحت درجات حرارة مرتفعة نسبياً فوق 900°س.
يحضر المركب بطريقة أخرى وذلك بإشباع محلول الصودا الكاوية بكبريتيد الهدروجين مع إضافة زيادة من الصودا الكاوية لتحويل بيكبريتيد الصوديوم إلى الملح المطلوب وذلك حسب المعادلات:
يصفى المحلول الناتج ويركز بعد ذلك يعالج بهدروكسيد الصوديوم مرة أخرى لإعطاء منتج عالي النقاوة.

## الاستخدامات
- له دور مهم في الصناعات العضوية وذلك بسبب خواصه المرجعة حيث يدخل في صناعة المركبات الأمينية، كما يدخل في تحضير العديد من الأصبغة الكبريتية.
- يستخدم لإزالة الشعر في الصناعات الجلدية.
- له دور مهم في التعدين (الصناعات المعدنية).